# کادیلاک بروگهام
کادیلاک بروگهام (به انگلیسی: Cadillac Brougham) خودرویی است که در سال‌های ۱۹۸۷ تا ۱۹۹۲ تولید شده است. طراحی آن خودروهای موتور جلو-محور عقب و وزن آن در حالت طبیعی ۴٬۱۱۴ پوند (۱٬۸۶۶ کیلوگرم) است.